# Een man genaamd Judas
Het toneelstuk Een man genaamd Judas is een vertaling (door Elise Hoomans) van het oorspronkelijk Franse toneelstuk Un nommé Judas. Het werd in de eerste helft van de 20e eeuw geschreven door twee Franse scenarioschrijvers: Claude-André Puget en Pierre Bost.
Het stuk is niet vaak gespeeld. In de jaren 50 van de 20e eeuw hield een professioneel gezelschap zich ermee bezig. Ook waren er amateurgezelschappen die het stuk opvoerden.
In 2003 werd het originele stuk weer nieuw leven ingeblazen, nadat de Nederlandse vertaling bij toeval werd aangetroffen in een tweedehands boekwinkel. De Sallandse 'Stichting Judas 6' werd in het leven geroepen met als doel dit 'bijna vergeten' toneelstuk voor 11 acteurs in productie te nemen. 
Het toneelstuk laat Judas Iskariot zien in een andere rol dan we vanuit de Bijbel gewend zijn. In het verhaal is hij niet alleen maar de slechte verrader, maar ziet de kijker een man die vanuit heel andere motieven dan die dertig zilverlingen zijn leermeester Jezus overlevert aan de autoriteiten. Judas weeft een theorie die zal moeten leiden tot de komst van Het Koninkrijk.
Judas pleegde het verraad met een andere intentie. In die zin is er een overeenkomst met het in 2006 door National Geographic gepubliceerde Evangelie naar Judas, echter in dat evangelie wordt Judas door Jezus gevraagd hem te helpen. In het toneelstuk is het Judas die de beslissing neemt.